# La Ligua (ort)
La Ligua är en ort i Chile.   Den ligger i provinsen Petorca Province och regionen Región de Valparaíso, i den centrala delen av landet, 120 km norr om huvudstaden Santiago de Chile. La Ligua ligger 78 meter över havet och antalet invånare är 24 857.
Terrängen runt La Ligua är huvudsakligen kuperad, men norrut är den bergig. Det finns inga andra samhällen i närheten.
Omgivningarna runt La Ligua är i huvudsak ett öppet busklandskap. Runt La Ligua är det ganska tätbefolkat, med 93 invånare per kvadratkilometer.